# シギショアラ
シギショアラ （ルーマニア語：Sighişoara [siɡiˈʃo̯ara]、ドイツ語：シェースブルク Schäßburg [ˈʃɛːsbʊʁɡ̊]、ザクセン語：Schäsbrich、ハンガリー語：シェゲシュヴァール Segesvár [ˈʃɛɡeʃvɑ̈ːr]、ラテン語: Castrum Sex）は、ルーマニア、ムレシュ県の都市。トランシルヴァニア地方の歴史ある地域にあり、シギショアラ歴史地区はUNESCOの世界遺産に登録されている。 

## 歴史

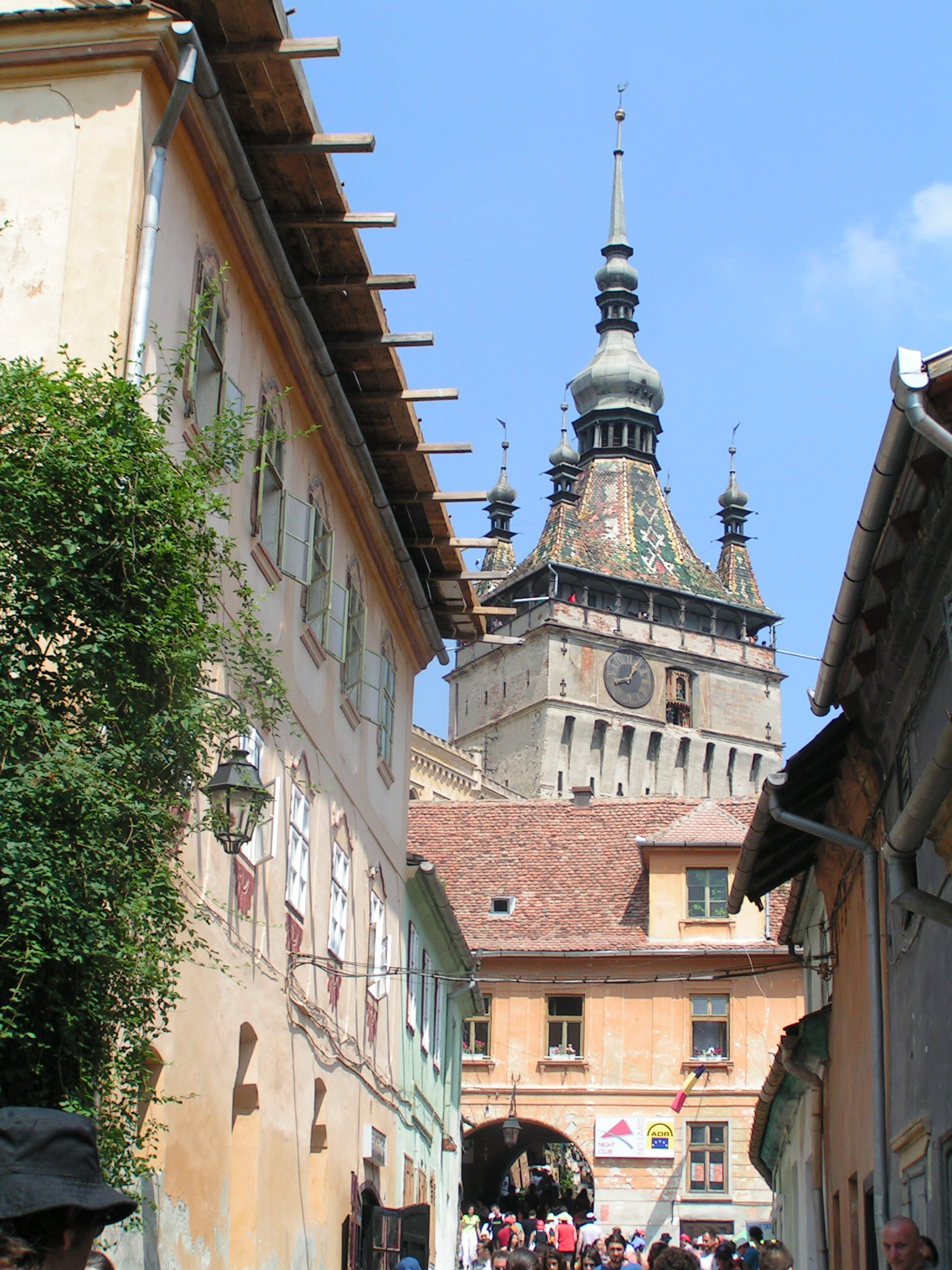
通り

12世紀の間、トランシルヴァニア・ザクセン人の名で知られるドイツ人職人と商人たちが、ハンガリー国王によって辺境への定住と防御のため招聘された。年代記作者クラウスは、1191年に実際にシギショアラに定住したザクセン人として名前が載っている。1280年以降、ラテン語名のカストルム・セクスとして知られ、1298年以降はザクセン人のつけた名Schespurch resp. Schaesbrichとして知られた。1337年以降、シギショアラは王たちの定住地となり、彼らによってチヴィタス・デ・セグスヴァル（Civitas de Segusvar）として都市特権を授けられた。
数世紀に渡って市は、中央ヨーロッパの果ての重要な軍事要所、そして商業中心地の役割を演じた。シギショアラはトランシルヴァニアきっての重要な都市となっていき、神聖ローマ帝国中から工芸家たちがやってきた。ドイツ人工芸家と職人たちが都市経済を支配し、同様に要塞化した建物が都市を守っていた。16世紀から17世紀のシギショアラは15のギルドと20の手工芸工房を抱えていたと概算される。バロックの彫刻家エリアス・ニコライがこの都市で暮らしていた。ワラキア公ヴラド2世ドラクルはシギショアラへ亡命していたことがあり（ブラム・ストーカーの小説『吸血鬼ドラキュラ』のモデルとされる息子ヴラド・ツェペシュはシギショアラで誕生した）、彼はここで硬貨を鋳造させ、市のルーマニア語名シギショアラを初めて記載した文書を発行した（他の場合は貨幣鋳造はハンガリー王国内ではハンガリー王の独占となっていた）。
1631年、ラーコーツィ1世・ジェルジがこの地でトランシルヴァニア公及びハンガリー王に選出された。17世紀から18世紀にかけ、シギショアラは軍事侵攻、大火、ペスト大流行に次々と見舞われた。
近郊の平原アルベシュティは、シェゲシュヴァールの戦いがあった場所である。1848年革命中のこの戦いで、ユーゼフ・ベムに率いられたハンガリー軍は、1849年7月31日にロシア帝国軍に打破された。戦いで戦死したロシアの将軍スカリアチンのため、1852年に記念碑が建てられた。ハンガリーの詩人ペテーフィ・シャーンドルはこの戦いで戦死したと一般に信じられており、1897年には彼を讃える記念碑が建てられた。第一次世界大戦後、シギショアラはハンガリー王国からルーマニア王国へ併合された。
シギショアラ歴史地区は、小さな中世の要塞化都市の様子を典型的に保存している。毎年7月、旧要塞内でシギショアラ中世フェスティヴァルが開催される。
シギショアラ城内の家々は、職人の町の主たる様子を見せている。しかし、かつて貴族階級のものだった家は、ヴェネツィア人の家、シカの枝角の家同様、数件しかない。

## 統計
市人口に占める民族割合は以下のようになっている : 
- ルーマニア人 (76.06%)
- ハンガリー人 (18.36%)
- ロマ人 (3.51%)
- ドイツ人 (1.92%)

宗教割合は、約75％がルーマニア正教会、8.2％が改革派教会、5.9％がカトリック教会、3.7％がユニテリアン教会、1.07％がペンテコステ派、0.89％がルーテル教会、0.86％が東方典礼カトリック教会に属する。

## みどころ
シギショアラは、保存状態の良い市壁に囲まれた旧市街を持つ、人気の観光地である。市のランドマークは、1556年に建てられた高さ64mの時計塔（Turnul cu Ceas）である（現在は歴史博物館となっている）。
- 要塞 - 12世紀のザクセン人の大建築物。歴史地区にある。
- 武器博物館 - ヴラド公生誕地の隣にある。非常に小さいが、中世武器の興味深い収蔵品が含まれる。
- 石造りの階段 - 全体を木製の屋根で覆われた非常に古いもの。丘の上の教会と墓地へと伸びる。
- 丘の上の教会 - 多くのフレスコ画と、納骨堂がある。ローマ時代の砦の上に建てられた。多くのドイツ人の墓石の並ぶ、丘の側面の墓地に近い。
- ヴラド・ツェペシュの胸像 - 時計台の見える、生誕地周辺にある。

## 姉妹都市
- ディンケルスビュール、ドイツ
- キシュクンフェーレジハーザ、ハンガリー
- バーデン、スイス
- ブロワ、フランス
- チッタ・ディ・カステッロ、イタリア